# RIDEBACK
『RIDEBACK』（ライドバック）は、カサハラテツローによる日本の漫画作品。『月刊IKKI』（小学館）にて2003年6月号より2008年12月号まで連載された。2020年の日本を舞台に、人型二輪車ロボット「ライドバック」を操る女子大学生・尾形琳を主人公とした物語である。2009年1月より3月までテレビアニメが放送された。

## あらすじ
国連の解体や東京大震災などを経て、学生達による反政府運動が再び活発になっている2020年の日本。学生運動の一拠点でもある武蔵野文芸大学に、一人の少女が入学してきた。彼女の名は尾形琳。類い稀なる舞踊の才能を持つ琳は、入学初日に人型二輪車ロボット・ライドバックと出会う。それが、世界を変革するきっかけだとは、誰一人知る由もなかった…。

## 登場人物

### ライドバック部
武蔵野文芸大学の同好会。人数こそ少ないが、後述のとおり癖の強い部員が多い。
尾形琳（おがた りん）
声 - 水樹奈々
本作品の主人公。2001年9月11日生。19歳、身長155cmくらい。母“遊紀”と父“ムネタツ”との間に生まれ、天才ダンサーの母と舞台演出家の父を持つことから、その血を受け継いだ妖精と呼ばれ、数多くのダンスコンクールに入賞したり、ミュージカルヒロインに抜擢されたりした。しかし、2017年にミュージカルの練習中に左足を骨折し降板、何も目標もない状態で武蔵野文芸大学に入学し、ライドバックに出会う。
はじめはライドバックに恐怖を持っていたが、公安との交戦後に高鳴る鼓動を覚え、自治会のデモ行進に参加したしょう子を助けるためのGGF（世界統治軍）との激闘で秘められた才能を発揮し、“ライドバック少女”として名を知られることになる。GGF所属時の階級は2段兵。
アニメ版では初めて主役を務めることとなったバレエの本公演中に靭帯を断裂。手術は成功するも本人が「以前と同様には踊れない」自分の身体を自覚してしまい、天才バレリーナだった母を目指すことがもうできないと感じたことからバレエをやめている。ライドバックに対しては、初めてその姿を目にしたときからむしろ魅せられており、勧められるままにフェーゴに試乗し、走行中機体が制御不能になったにもかかわらず恐るべきバランス感覚で最後まで転倒せず走りきるという卓越したセンスをも発揮する。またこの試乗の際に、靭帯損傷以前の自らの肉体が持っていた自由さと似た感覚をフェーゴの可動性に見出している。
菱田春樹（ひしだ はるき）
声 - うえだゆうじ
21歳。英文科2年生で、琳の先輩。ライドバックに乗ることよりもいじることの方が好きで、好きな食べ物は肉じゃがのじゃがの部分と語る。思ったことは何でも口にしたりするため、かなりのおしゃべり屋。かなりのオタクかつ思い込みが激しい性格で、道に迷ってライドバック部に尋ねてきた琳を入部者と勘違いし強制的にRIDEBACKを押しつけるが、結果として琳をライドバック少女に導いた。アニメ前半の次回予告では主役を務めていたが、後にすずりに奪われる。
河合堂太（かわい どうた）
声 - 陶山章央
工学部3年で、琳、春樹、しょう子の先輩。春樹同様かなりのオタクである。ライドバックの写真を撮ることが好きなのだが徐々に対象がライドバックから琳に変わっていった。片岡ほどではないがGGFなどの情報に詳しい一面も持つ。レギュラーキャラクターであるが、徐々に出番が減り、脇役並みに出番が少なくなってしまった。
片岡珠代（かたおか たまよ）
声 - 朴璐美
22歳。身長165cmくらい。仏文学科3年で、琳、春樹、しょう子の先輩。男勝りな性格。全日本ライドバックレースのチャンピオン。父親が政治にかかわっているため、事件などの裏情報に詳しい。琳とライドバックで勝負した際、はじめは圧勝するも琳の操縦に見惚れてしまい不慮のアクシデントによりリタイアする。その後は琳と打ち解け、主に琳のサポートに回っている。
上村しょう子（うえむら しょうこ）
声 - 豊口めぐみ
19歳。琳の幼馴染。当初は琳と同様にライドバックを毛嫌いしていたが、自治会とGGFとのデモで現実に挫折し、琳の励ましでライドバック部に入部する。作品後半の一部の回においては彼女が主人公的役割になっている。
アニメ版ではライドバックに対する嫌悪感はなく、むしろかつてのバレエと同様に夢中になれるものを琳が見出したことを歓迎し、試合にも差し入れを持って応援に来ている。またデモに参加するといった姿勢はまったく見せていない。
琳がライドバック少女として注目を浴びるきっかけとなった事件はアニメにおいてはテロ事件であり、これがしょう子の外出先（そもそもは琳とともにいく予定だったバーゲン初日のデパートであり、テロは同デパートを含むテレビ塔に対する占拠）で発生したことから、携帯で連絡を取り合うことができたしょう子を救出すべく琳がフェーゴを駆って既にGGFによって封鎖されていたテロ現場へと強行突入し、しょう子を救出後、離脱する際に犯人グループの一員と間違われたことで激しい攻撃を受けることとなり、これをかいくぐって見事脱出を遂げたことにより注目されることとなっている。
岡倉天司郎（おかくら てんしろう）
声 - 小山力也
37歳。身長159cmくらい。ライドバック部の部長でかなり厳格な性格。かつてアリゾナ戦役でRIDEBACKで奇襲攻撃を成功させ、伝説のライドバック乗り“ゴブリン”との異名をとる。判断力が良く、作戦や指令する側に回ることが多い。なお、原作では学生であるが、アニメ版では講師という事になっていて、珠代が部長となっている。
内田すずり（うちだ すずり）
声 - 松元惠
19歳。社会学部1年生で、尾形琳、遊紀の大ファン。かなりの天然。冒険部に所属しているが、冒険部の部長にライドバック少女の代役としてデモ行進を行う計画の為にライドバック部に預けられる。物語中盤のキーパーソンである。原作とアニメで設定がかなり異なる人物の一人。アニメ版ではフェーゴ試乗時の琳に魅せられ、そのままライドバック部へ入部している。ライドバックに乗って奮闘するが警備兵に殺害された。アニメ後半から次回予告でのトークを菱田に代わってしょう子と共に出ていた。またアニメ10話の次回予告ではその回で死亡した彼女の生前の映像が放映された。

### GGF
世界統治軍 (Global Government Force) の略称。国連による世界体制を打破することで、世界に真の平和と秩序をもたらす理想を掲げて組成されており、名が示すように戦後世界を国連に代わって統治しているが、特に敗戦国ではその強圧的な手法に反感が持たれ、日本でも学生運動が盛んになっている。階級の呼称は原作とアニメで異なる。
アニメでは世界統治構想 (Global Government Plan) に名称が変更されている。
横山みさを（よこやま みさを）
声 - 早水リサ
33歳。武蔵野文芸大学講師兼ライドバック部の顧問。正体はGGFの一員で、美人と評される表の顔とは裏腹に冷酷非道かつ残虐な性格の持ち主である。ライドバック少女となった琳に多大な興味を示し、常に監視している。岡倉とは敵対しており、彼を監禁する。
アニメでは設定が異なっており、原作のような表の顔はなく後述するロマノフの部下となっている。階級は原作では7段士官、アニメでは中尉。
田能村竹志（たのむら たけし）
GGFの一員であり、横山の忠実な下僕。横山の指令によりライドバック部に監視役として入部し、のちに部員全員を裏切り岡倉を殺害しようとする。裏切る以前は片岡に信頼され、大怪我をした田能村の見舞いに来た際に花言葉の話をしたり、部に残留して欲しいことなどを告げていた。階級は当初は5段兵士で、物語終盤で6段兵士へ昇格した。アニメには未登場。
イトウムネタツ
琳と堅司の父親であり、優秀な舞台演出者。しかし、舞台演出者と言うのは表向きで実際はGGFの一員であった。そのため、事実を知らなかった琳と堅司は驚き、同時に琳はGGFに加入していたムネタツに失望したが、一時期は琳がGGFが素晴らしい組織だと思い込んでいた頃には和解している。最終的にはGGFが放ったロケットランチャーの流れ弾に当たり、死亡する。
アニメでは写真だけが登場し、名前はGGPの公式文書で「Munetatsu Ogata」と表記される（苗字は尾形）。階級は特務准士2段。
小林径子（こばやし けいこ）
武蔵野文芸大学で学生会の窓口を担当している巨乳の女子学生。しょう子とは最初はライドバック部の復活を口論していたところ、彼女が偶然同じアルバイト先を選び、徐々に親友となっていくが、GGFによって徴兵されてしまう。レンズの無い下ブチの伊達眼鏡をかけているため、しょう子からはそのまま「レンズ無し下ブチダテメガネッ娘」と呼ばれている。アニメには未登場。
菱田秋彦（ひしだ あきひこ）
菱田春樹の兄。番外編の登場人物であるが、本編にも登場する。都立樺下高校の教師。同僚の内田あゆみに好意を持つが、彼女がGGFに入ると同時に成り行きで自分もGGFに入ってしまう。その後はあゆみのパートナーとして、傍らにいることが多い。アニメには未登場。
内田あゆみ（うちだ あゆみ）
内田すずりの姉。菱田秋彦同様に番外編の登場人物だが、本編にも登場する。秋彦とは同僚で、彼に好意を持っている。画展を出展したことがあるが、あまりうまくはないようである。すずりがデモに参加して白ライドに撃ち殺されてしまったことを琳のせいだと思い込み、スナイパーに弟子入りしてGGFに入隊する。GGFで秋彦とパートナーを組み、たまたま日本へ帰国した際に琳を見つけて射殺しようとしたところ、その弾は秋彦の弟の春樹に当たってしまうが、彼は奇跡的に助かる。また、小説版におけるキーパーソン的存在でもある。アニメには未登場。
ロマン・カチャノフ（本物）
GGFの3段士官。ドイツ出身。GGFが反国連勢力だった頃に入隊する。あることをきっかけに琳に興味を持つようになり、ライドバックレース中に彼女を拿捕する作戦の指揮を執ったが、失敗に終わる。
ロマノフ・カレンバーク
声 - 三木眞一郎
アニメオリジナルキャラクター。39歳。GGP日本治安維持部隊司令官。統合戦争の時、ライドバック部隊指揮官を務める。また、日本人を毛嫌いしているような発言が多い。BMAの鎮圧のためなら手段を選ばない点やキーファと岡倉の命を狙う点から、原作のみさをに相当する。階級は大佐。アニメ最終話でみさをによって射殺される。
ヒュー・ガトーム
声 - 青山穣
アニメオリジナルキャラクター。ロマノフの側近の1人で元ライドバック部隊メンバー。黒人の大男。階級は中尉。
アニメ第8話ではライドバックでキーファとの一騎討ちに敗れ、一時重体に陥る。最終話ではキーファを追い詰めかけるが、彼のコンバットナイフに胸を刺されて敗死する。

### BMA
BMA（ブマ）とは、国境なき軍事同盟 (Borderless Military Alliance) のことで、現在の世界統治に異を唱える国際テロ組織。反GGFの代表格である。
キーファ
声 - 森川智之
37歳。BMAの兵士で、自治会デモ行進時に命を狙われた琳を助けた。その後、変装してGGFに潜入し、ロマン・カチャノフと名乗ってGGFのライドバック部隊の教官となり、琳と再会する。当初は味方のBMA兵でさえ銃殺するその行動から琳に嫌われるが、GGF、BMAとも脱退することを決めたあと、琳と恋に落ちて何度かライドバックを運転しながらキスするシーンが描かれた。アニメ版では一貫してBMA兵士という設定であり、琳とのキスシーンは無い。
尾形堅司（おがた けんじ）
声 - 堀江一眞
琳の弟。当初はRIDEBACKに興味を持って不良と絡んでいることが多かったが、逮捕されて強制的にGGFへ送られてしまう。その後、冷酷非道なGGFのやり方についていけなくなり、琳やキーファと共に逃亡し、日本で彼女たちと共にGGFと激闘を繰り広げる。アニメ版では冤罪での逮捕後、最終回での母親の墓参り以外は登場無し。小説版では暴走集団アビテーツに所属し、琳と対立関係となる。
ムナカタ
声 - 土田大
BMA兵の1人。表向きはムナカタオートでライドバックの店主。一時期、店舗にライドバックを保管していたこともあった。アニメ版では登場シーンが原作より少ない。

### 暴走集団アビテーツ
小説版でのみ登場する。違法改造や恐喝をおおっぴらに行っている。
キャノンボール
小説オリジナルキャラクターで、アビテーツのヘッド。

### その他
尾形遊紀（おがた ゆき）
声 - 園崎未恵
琳の母。故人。2014年、震災により死去。
伊東深雪（いとう みゆき）
声 - 幸田直子
ムネタツの母で、琳の父方の祖母。家に寄り付かないムネタツの代わりに琳と賢司の保護者として一緒に生活していた。
依田恵（よだ けい）
声 - 小林沙苗
フリージャーナリスト。
片岡南風（かたおか なんふう）
声 - 柴田秀勝
珠代の父。国会議員。アニメ版では名前は“なんぷう”と読む。
片岡龍之介（かたおか りゅうのすけ）
声 - 木内秀信
珠代の兄。警察庁のエリート幹部。階級は警視正。

## RIDEBACK
乗用脚式自動二輪車両のことで、従来の二輪車でなしえなかった三次元的な動きが実現した。運動能力は優れているが、速力では通常の二輪車より劣る。操縦者を背負うように走行しているように見えることからRide on Backが略されてRIDEBACKとなった。燃料はガソリンではなく、アルコールが主成分の「カクテル」と呼ばれる環境に配慮した化学合成燃料が使用される。
FUEGO（フェーゴ）
TERYAN KADURO製の350ccクラスのライドバック。琳の愛用している車種。ライドバックの中で最も癖の強い車両で片岡でさえ嫌うほどの癖の強さを持つが、琳は最初から乗りこなしている。車名の由来はスペイン語の「炎」から。
RB-Z（アールビーゼット）
KASHIWA製の純国産車最後の400ccクラスのライドバック。片岡の愛用している車種。緑一色の塗装で、入手困難な車両である。製造元、車種名、デザインはカワサキの「ZRX」などをモチーフにしているものと思われる。
SCROBO（スクロボ）
KITO製のライドバック。菱田の愛用している車種。この車種はスクーターからライドバックに変形する事が可能で、ストーリー初期の段階で公道を走行できた数少ないライドバックでもある。「ぼくらの」や「なるたる」で有名な鬼頭莫宏がデザイン提供したライドバックである。変形前の車両デザインは「ホンダ・クレアスクーピー」や「ヤマハ・ビーノ」に類似する点もある。原作と小説版にのみ登場。
コバルト
しょう子が愛用している車種。
SURU（サル）
HONRO製の125ccクラスのライドバック。岡倉が愛用している車種。
BARON（バロン）
FUEGO同様TERYAN KADURO製のライドバックで最新モデル。オレンジ色で操作方法等はFUEGOとほぼ同じである。琳が出場したライドバック全国大会にFUEGOがレギュレーションにより搭乗することができないので代わりに乗ったライドバック。レース中に琳の操作についてこれなくなり、また、春樹のミスによりエンジンブローを起こしエンジンが焼けた。なお、原作ではBARONII（バロンツー）も登場している。
B-KNIGHT（ビーナイト）
BMAの主力ライドバック。主な搭乗者はキーファと他のBMA構成員。
ベレンヘーナ
原作最終段階に登場する、横山みさを専用のライドバック。
PRB-001R（通称：白ライド）
HESNER社製の警察用ライドバック。原作とアニメ版両方でも登場する。車名の由来は白バイから。
GRIMOIRE（グリモア）
アニメ版11話から登場する、GGPが採用したライドバック型無人機。白ライド同様、HESNER社の製品である。普段には武器を持たない敵に発砲しないが、指揮車両との通信が途絶すれば、制御が利かなくなり暴走する危険性をはらんでいる。
なお、この機体は原作者のカサハラテツローがアニメ版用に描き下ろしたものである。
将星（グランスタ）
小説版にのみ登場する、キャノンボール専用ライドバック。

## テレビアニメ
2009年1月より3月までチバテレビ他にて放送された。全12話。

### スタッフ
- 監督 - 高橋敦史[4]
- シリーズ構成 - 高屋敷英夫[4]、飯塚健[4]
- キャラクターデザイン・総作画監督 - 田崎聡[4]
- 美術監督 - 東地和生[4]
- 色彩設計 - 橋本賢[4]
- VFXスーパーバイザー - 加藤道哉[4]
- CGI監督 - 設楽友久[4]
- 撮影監督 - 斉藤寛
- 編集 - 瀬山武司
- 音楽 - 和田貴史
- 音楽プロデューサー - 岡田こずえ、尾上政幸
- 音楽制作 - アーティス・トマネージメント・オフィス
- 音響監督 - 中嶋聡彦
- 制作プロデューサー - 豊田智紀
- プロデューサー - 原史倫、大貫一雄、上田耕行
- エグゼクティブプロデューサー - 丸田順吾、竹内茂樹、川村明廣
- アニメーション制作 - マッドハウス[4]
- 製作 - 「ライドバック」製作委員会[4]（マッドハウス、インターチャネル、ジェネオンエンタテインメント）

### 主題歌
オープニングテーマ「RIDEBACK」
作詞 - MELL / 作曲・編曲 - 高瀬一矢 / 歌 - MELL
エンディングテーマ「記憶」
作詞 - ユンナ・AMADORI / 作曲・編曲 - Tablo / 歌 - ユンナ feat GOKU

### 各話リスト
| 話数 | サブタイトル                                      | 脚本       | 絵コンテ   | 演出              | 作画監督            |
| ---- | ------------------------------------------------- | ---------- | ---------- | ----------------- | ------------------- |
| 1    | 深紅の鉄馬                                        | 高屋敷英夫 | 高橋敦史   | 高橋敦史 若林漢二 | 田崎聡              |
| 2    | 珠代上等!? S.L.F 〜スプレッド・レッグス・フォーム | 高屋敷英夫 | 高橋敦史   | 吉野智美 末田宜史 | 今木宏明            |
| 3    | そして旗（フラッグ）はふられる                    | 高屋敷英夫 | もりたけし | 山岡実            | 丸英男              |
| 4    | しょう子、危機一髪                                | 高屋敷英夫 | 鶴岡耕次郎 | 末田宜史          | 小谷杏子            |
| 5    | 謎のライドバック少女                              | 高屋敷英夫 | 小島正幸   | 若林漢二          | 高橋成之            |
| 6    | 電光石火ライド                                    | 高屋敷英夫 | 鶴岡耕次郎 | 吉野智美          | 馬場健              |
| 7    | 罪と×（バツ）                                     | 飯塚健     | 鶴岡耕次郎 | 若林漢二          | 石井久美 杉藤ゆかり |
| 8    | GET RIDE! 選ばれし者                              | 飯塚健     | 中原れい   | 末田宜史          | 杉藤ゆかり          |
| 9    | 陽だまりの庭で                                    | 飯塚健     | 大久保富彦 | 山岡実            | 宮前真一            |
| 10   | Master of the war                                 | 飯塚健     | もりたけし | 若林漢二          | 本田敬一            |
| 11   | 曇りのち雨ときどき…                               | 飯塚健     | 上代務     | 吉野智美          | 宮前真一            |
| 12   | 光の舞台へ                                        | 飯塚健     | 増田敏彦   | 若林漢二          | 香月邦夫            |

### 放送局
| 放送地域 | 放送局     | 放送期間                | 放送日時           | 放送区分     | 備考             |
| -------- | ---------- | ----------------------- | ------------------ | ------------ | ---------------- |
| 千葉県   | チバテレビ | 2009年1月11日 - 3月29日 | 日曜 24:00 - 24:30 | 独立UHF局    |                  |
| 埼玉県   | テレ玉     | 2009年1月11日 - 3月29日 | 日曜 25:30 - 26:00 | 独立UHF局    |                  |
| 神奈川県 | tvk        | 2009年1月12日 - 3月30日 | 月曜 25:15 - 25:45 | 独立UHF局    |                  |
| 京都府   | KBS京都    | 2009年1月12日 - 3月30日 | 月曜 25:30 - 26:00 | 独立UHF局    |                  |
| 兵庫県   | サンテレビ | 2009年1月13日 - 3月31日 | 火曜 24:00 - 24:30 | 独立UHF局    |                  |
| 東京都   | TOKYO MX   | 2009年1月14日 - 4月1日  | 水曜 25:30 - 26:00 | 独立UHF局    |                  |
| 日本全域 | AT-X       | 2009年1月27日 - 4月14日 | 火曜 9:30 - 10:00  | CSチャンネル | リピート放送あり |